# Данн, Крис
Кристофер Майкл Данн (англ. Kristofer Michael Dunn; род. 18 марта 1994, Нью-Лондон) — американский профессиональный баскетболист, выступающий за клуб НБА «Лос-Анджелес Клипперс». Играет на позиции разыгрывающего защитника. На студенческом уровне выступал за баскетбольную команду колледжа Провиденса. Был выбран на драфте НБА 2016 года в первом раунде под общим пятым номером клубом «Миннесота Тимбервулвз».

## Ранние годы

### Детство
Данн родился 18 марта 1994 года в Нью-Лондоне, штат Коннектикут. Когда ему был один год, мать Криса Пиа увезла его вместе со старшим братом в Алегзандрию. Семья жила бедно: мать занималась мелким воровством и другой незаконной деятельностью, из-за чего часто попадала в полицию. Джон, брат Криса, зарабатывал деньги на азартных играх, а сам Крис с девятилетнего возраста играл в баскетбол один-на-один с более старшими подростками, ставя на свою победу 20 долларов, которых зачастую у него и не было. Крис не обладал превосходным броском, но был очень быстр и за счёт этого побеждал соперников на площадке. Когда Данн был четвероклассником, его мать заключили под стражу, и братья несколько месяцев жили одни. Их отец Джон Селдон, узнав об этом, смог определить их место жительства, приехал туда и забрал Джона и Криса в Нью-Лондон. Братья стали жить вместе с семьей Селдона: его женой, сыном и двумя дочерьми. Крису потребовалось время, чтобы поладить с отцом. Установлению хороших отношений между ними способствовал интерес мальчика к баскетболу. Джон в прошлом играл в американский футбол за команду колледжа Додж-Сити и помогал сыну в тренировках в тренажёрном зале. Он также поддерживал Криса во время матчей.

### Выступления в школе
В 2008 году Данн начал обучение в New London High Scgool и уже в первый год довольно неплохо проявил себя, став основным разыгрывающим команды своего учебного заведения («Нью-Лондон Уэйлерс»). Второй сезон проходил успешно как для коллектива в целом, так и для баскетболиста в частности: команда вышла в финал чемпионата штата и была близки к титулу, но на последних минутах матча упустила победу, а Крис своими выступлениями заслужил звание одного из самых перспективных игроков в Коннектикуте. Неудачный результат послужил мотивацией для разыгрывающего, и в третьем сезоне он набирал 26,5 очков, 10 подборов, 5 передач и 5 перехватов в среднем за встречу, получил награду MVP штата, а «Нью-Лондон Уэйлерс», не потерпевшие в сезоне ни одного поражения, на этот раз взяли трофей, обыграв в финале «Нортвест Католик».

## Профессиональная карьера

### Миннесота Тимбервулвз (2016—2017)
23 июня 2016 года Данн был выбран на драфте НБА 2016 года под общим 5-м номером командой «Миннесота Тимбервулвз». 7 июля 2016 года Крис Данн подписал контракт с «Тимбервулвз».

### Чикаго Буллз (2017—2020)
22 июня 2017 года «Миннесота» обменял Данна с Заком Лавином и правами на Лаури Маркканена в «Чикаго Буллз на Джимми Батлера и правами на Джастина Паттона.

### Атланта Хокс (2020—2021)
В 2020 году впервые в карьере стал неограниченно свободным агентом, и перешёл в «Атланта Хокс», подписав 2-летний контракт на 10 млн долларов.

### Агуа-Кальенте Клипперс (2022)
11 января 2022 года Данн был приобретен командой «Агуа-Кальенте Клипперс».

### Портленд Трэйл Блэйзерс (2022)
14 марта 2022 года Данн подписал 10-дневный контракт с «Портленд Трэйл Блэйзерс». В тот же день он дебютировал за команду, набрав два очка, пять подборов, три передачи и два перехвата в матче против клуба «Атланта Хокс». 24 марта Данн подписал второй 10-дневный контракт. 3 апреля он подписал контракт на оставшийся сезон.

### Кэпитал-Сити Гоу-Гоу (2022—2023)
4 ноября 2022 года Данн был включен в стартовый состав команды Джи-Лиги НБА «Кэпитал-Сити Гоу-Гоу».

### Юта Джаз (2023—2024)
22 февраля 2023 года Данн подписал 10-дневный контракт с «Ютой Джаз». 4 марта он подписал второй 10-дневный контракт с «Джаз». 14 марта Данн подписал многолетний контракт с «Джаз». 22 октября 2023 года «Джаз» гарантировали контракт Данна на сезон 2023/24.

### Лос-Анджелес Клипперс (2024—настоящее время)
18 июля 2024 года Данн перешел в «Лос-Анджелес Клипперс» по соглашению в формате «сайн-энд-трейд» в обмен на Рассела Уэстбрука, права на драфт Бальшу Копривицу, право на обмен пиков второго раунда и денежное вознаграждение.

## Статистика

### Статистика в НБА
| Сезон                                                                                    | Команда   | Регулярный сезон | Регулярный сезон | Регулярный сезон | Регулярный сезон | Регулярный сезон | Регулярный сезон | Регулярный сезон | Регулярный сезон | Регулярный сезон | Регулярный сезон | Регулярный сезон | Серия плей-офф | Серия плей-офф | Серия плей-офф | Серия плей-офф | Серия плей-офф | Серия плей-офф | Серия плей-офф | Серия плей-офф | Серия плей-офф | Серия плей-офф | Серия плей-офф |
| Сезон                                                                                    | Команда   | GP               | GS               | MPG              | FG%              | 3P%              | FT%              | RPG              | APG              | SPG              | BPG              | PPG              | GP             | GS             | MPG            | FG%            | 3P%            | FT%            | RPG            | APG            | SPG            | BPG            | PPG            |
| ---------------------------------------------------------------------------------------- | --------- | ---------------- | ---------------- | ---------------- | ---------------- | ---------------- | ---------------- | ---------------- | ---------------- | ---------------- | ---------------- | ---------------- | -------------- | -------------- | -------------- | -------------- | -------------- | -------------- | -------------- | -------------- | -------------- | -------------- | -------------- |
| 2016/17                                                                                  | Миннесота | 78               | 7                | 17,1             | 37,7             | 28,8             | 61,0             | 2,1              | 2,4              | 1,0              | 0,5              | 3,8              | Не участвовал  | Не участвовал  | Не участвовал  | Не участвовал  | Не участвовал  | Не участвовал  | Не участвовал  | Не участвовал  | Не участвовал  | Не участвовал  | Не участвовал  |
| 2017/18                                                                                  | Чикаго    | 52               | 43               | 29,3             | 42,9             | 32,1             | 73,7             | 4,3              | 6,0              | 2,0              | 0,5              | 13,4             | Не участвовал  | Не участвовал  | Не участвовал  | Не участвовал  | Не участвовал  | Не участвовал  | Не участвовал  | Не участвовал  | Не участвовал  | Не участвовал  | Не участвовал  |
| 2018/19                                                                                  | Чикаго    | 46               | 44               | 30,2             | 42,5             | 35,4             | 79,7             | 4,1              | 6,0              | 1,5              | 0,5              | 11,3             | Не участвовал  | Не участвовал  | Не участвовал  | Не участвовал  | Не участвовал  | Не участвовал  | Не участвовал  | Не участвовал  | Не участвовал  | Не участвовал  | Не участвовал  |
| 2019/20                                                                                  | Чикаго    | 51               | 32               | 24,9             | 44,4             | 25,9             | 74,1             | 3,6              | 3,4              | 2,0              | 0,3              | 7,3              | Не участвовал  | Не участвовал  | Не участвовал  | Не участвовал  | Не участвовал  | Не участвовал  | Не участвовал  | Не участвовал  | Не участвовал  | Не участвовал  | Не участвовал  |
| 2020/21                                                                                  | Атланта   | 4                | 0                | 11,4             | 8,3              | 0,0              | 75,0             | 1,5              | 0,5              | 0,5              | 0,5              | 1,3              | 5              | 0              | 6,6            | 20,0           | 0,0            | 100,0          | 1,0            | 1,0            | 0,4            | 0,4            | 1,2            |
| 2021/22                                                                                  | Портленд  | 14               | 3                | 24,0             | 43,1             | 9,1              | 94,4             | 3,5              | 5,6              | 1,6              | 0,2              | 7,6              | Не участвовал  | Не участвовал  | Не участвовал  | Не участвовал  | Не участвовал  | Не участвовал  | Не участвовал  | Не участвовал  | Не участвовал  | Не участвовал  | Не участвовал  |
| 2022/23                                                                                  | Юта       | 22               | 3                | 25,8             | 53,7             | 47,2             | 77,4             | 4,5              | 5,6              | 1,1              | 0,5              | 13,2             | Не участвовал  | Не участвовал  | Не участвовал  | Не участвовал  | Не участвовал  | Не участвовал  | Не участвовал  | Не участвовал  | Не участвовал  | Не участвовал  | Не участвовал  |
| 2023/24                                                                                  | Юта       | 66               | 32               | 18,9             | 47,0             | 36,9             | 68,8             | 2,9              | 3,8              | 1,0              | 0,4              | 5,4              | Не участвовал  | Не участвовал  | Не участвовал  | Не участвовал  | Не участвовал  | Не участвовал  | Не участвовал  | Не участвовал  | Не участвовал  | Не участвовал  | Не участвовал  |
|                                                                                          | Всего     | 333              | 164              | 23,2             | 43,7             | 32,3             | 73,9             | 3,3              | 4,2              | 1,4              | 0,4              | 7,9              | 5              | 0              | 6,6            | 20,0           | 0,0            | 100,0          | 1,0            | 1,0            | 0,4            | 0,4            | 1,2            |
| Наведите курсор мыши на аббревиатуры в заголовке таблицы, чтобы прочесть их расшифровку. |           |                  |                  |                  |                  |                  |                  |                  |                  |                  |                  |                  |                |                |                |                |                |                |                |                |                |                |                |

### Статистика в Джи-Лиге
| Сезон                                                                                    | Команда                | Регулярный сезон | Регулярный сезон | Регулярный сезон | Регулярный сезон | Регулярный сезон | Регулярный сезон | Регулярный сезон | Регулярный сезон | Регулярный сезон | Регулярный сезон | Регулярный сезон | Серия плей-офф | Серия плей-офф | Серия плей-офф | Серия плей-офф | Серия плей-офф | Серия плей-офф | Серия плей-офф | Серия плей-офф | Серия плей-офф | Серия плей-офф | Серия плей-офф |
| Сезон                                                                                    | Команда                | GP               | GS               | MPG              | FG%              | 3P%              | FT%              | RPG              | APG              | SPG              | BPG              | PPG              | GP             | GS             | MPG            | FG%            | 3P%            | FT%            | RPG            | APG            | SPG            | BPG            | PPG            |
| ---------------------------------------------------------------------------------------- | ---------------------- | ---------------- | ---------------- | ---------------- | ---------------- | ---------------- | ---------------- | ---------------- | ---------------- | ---------------- | ---------------- | ---------------- | -------------- | -------------- | -------------- | -------------- | -------------- | -------------- | -------------- | -------------- | -------------- | -------------- | -------------- |
| 2021/22                                                                                  | Агуа-Кальенте Клипперс | 15               | 8                | 27,0             | 45,6             | 25,0             | 70,4             | 5,1              | 3,7              | 1,9              | 0,9              | 11,8             | Не участвовал  | Не участвовал  | Не участвовал  | Не участвовал  | Не участвовал  | Не участвовал  | Не участвовал  | Не участвовал  | Не участвовал  | Не участвовал  | Не участвовал  |
| 2022/23                                                                                  | Кэпитал-Сити Гоу-Гоу   | 33               | 11               | 28,1             | 54,6             | 41,3             | 77,8             | 5,6              | 5,5              | 2,5              | 0,5              | 15,2             | Не участвовал  | Не участвовал  | Не участвовал  | Не участвовал  | Не участвовал  | Не участвовал  | Не участвовал  | Не участвовал  | Не участвовал  | Не участвовал  | Не участвовал  |
|                                                                                          | Всего                  | 48               | 19               | 27,8             | 51,9             | 36,4             | 75,8             | 5,5              | 4,9              | 2,3              | 0,6              | 14,1             | Не участвовал  | Не участвовал  | Не участвовал  | Не участвовал  | Не участвовал  | Не участвовал  | Не участвовал  | Не участвовал  | Не участвовал  | Не участвовал  | Не участвовал  |
| Наведите курсор мыши на аббревиатуры в заголовке таблицы, чтобы прочесть их расшифровку. |                        |                  |                  |                  |                  |                  |                  |                  |                  |                  |                  |                  |                |                |                |                |                |                |                |                |                |                |                |

### Статистика в NCAA
| Сезон | Команда   | Conf     | Class | GP | GS | MPG  | FG%  | 3P%  | FT%   | RPG | APG | SPG | BPG | PPG  |
| --- | --------- | -------- | ----- | -- | -- | ---- | ---- | ---- | ----- | --- | --- | --- | --- | ---- |
| 2012/13 | Провиденс | Big East | FR    | 25 | 18 | 27,2 | 39,8 | 28,6 | 69,0  | 4,8 | 3,2 | 1,2 | 0,3 | 5,7  |
| 2013/14 | Провиденс | Big East | SO    | 4  | 0  | 26,5 | 31,6 | 0,0  | 100,0 | 2,5 | 5,0 | 1,8 | 0,3 | 3,8  |
| 2014/15 | Провиденс | Big East | SO    | 33 | 33 | 34,0 | 47,4 | 35,1 | 68,6  | 5,5 | 7,5 | 2,7 | 0,3 | 15,6 |
| 2015/16 | Провиденс | Big East | JR    | 33 | 32 | 33,0 | 44,8 | 37,2 | 69,5  | 5,3 | 6,2 | 2,5 | 0,6 | 16,4 |
| Всего | Всего     | Всего    | Всего | 95 | 83 | 31,5 | 45,0 | 35,4 | 69,3  | 5,1 | 5,8 | 2,2 | 0,4 | 12,8 |
| Наведите курсор мыши на аббревиатуры в заголовке таблицы, чтобы прочесть их расшифровку Статистика приведена с сайта sports-reference.com |           |          |       |    |    |      |      |      |       |     |     |     |     |      |